# Martha Needle
Martha Needle, född 9 april 1864 i South Australia, död 22 oktober 1894 i Melbourne, var en australisk seriemördare, känd för att ha förgiftat sin make, sina tre barn och sin tillkommande svåger. Hon hängdes den 22 oktober 1894 när hon var 31 år gammal. Hon dömdes för mordet på Louis Juncken, bror till hennes fästman Otto Juncken, den 15 maj 1894. Hon förklarade sig oskyldig flera gånger, men hon hängdes till slut. 